# تونی باک (بازیکن فوتبال)
تونی باک (انگلیسی: Tony Buck؛ زادهٔ ۱۸ اوت ۱۹۴۴) بازیکن فوتبال اهل بریتانیا است.
از باشگاه‌هایی که در آن بازی کرده‌است می‌توان به باشگاه فوتبال بدفورد تاون، باشگاه فوتبال نیوپورت کانتی، باشگاه فوتبال آکسفورد یونایتد، باشگاه فوتبال روچدیل، باشگاه فوتبال نورث‌همپتون تاون، و باشگاه فوتبال برادفورد سیتی اشاره کرد.